# Pełnomocnictwo
Pełnomocnictwo, pot. upoważnienie – w doktrynie prawa terminem pełnomocnictwo określa się zarówno:
- czynność prawną, której treścią jest oświadczenie woli mocodawcy upoważniające osobę lub osoby do dokonywania w jego imieniu czynności prawnych określonych w pełnomocnictwie. Na podstawie tego umocowania pełnomocnik jest upoważniony do reprezentowania (zastępstwa) mocodawcy, w zakresie określonym w pełnomocnictwie, w stosunkach prawnych z innymi podmiotami prawa.
- sam dokument pełnomocnictwa.

Pełnomocnictwo upoważnia, ale nie obciąża pełnomocnika obowiązkiem reprezentowania mocodawcy.

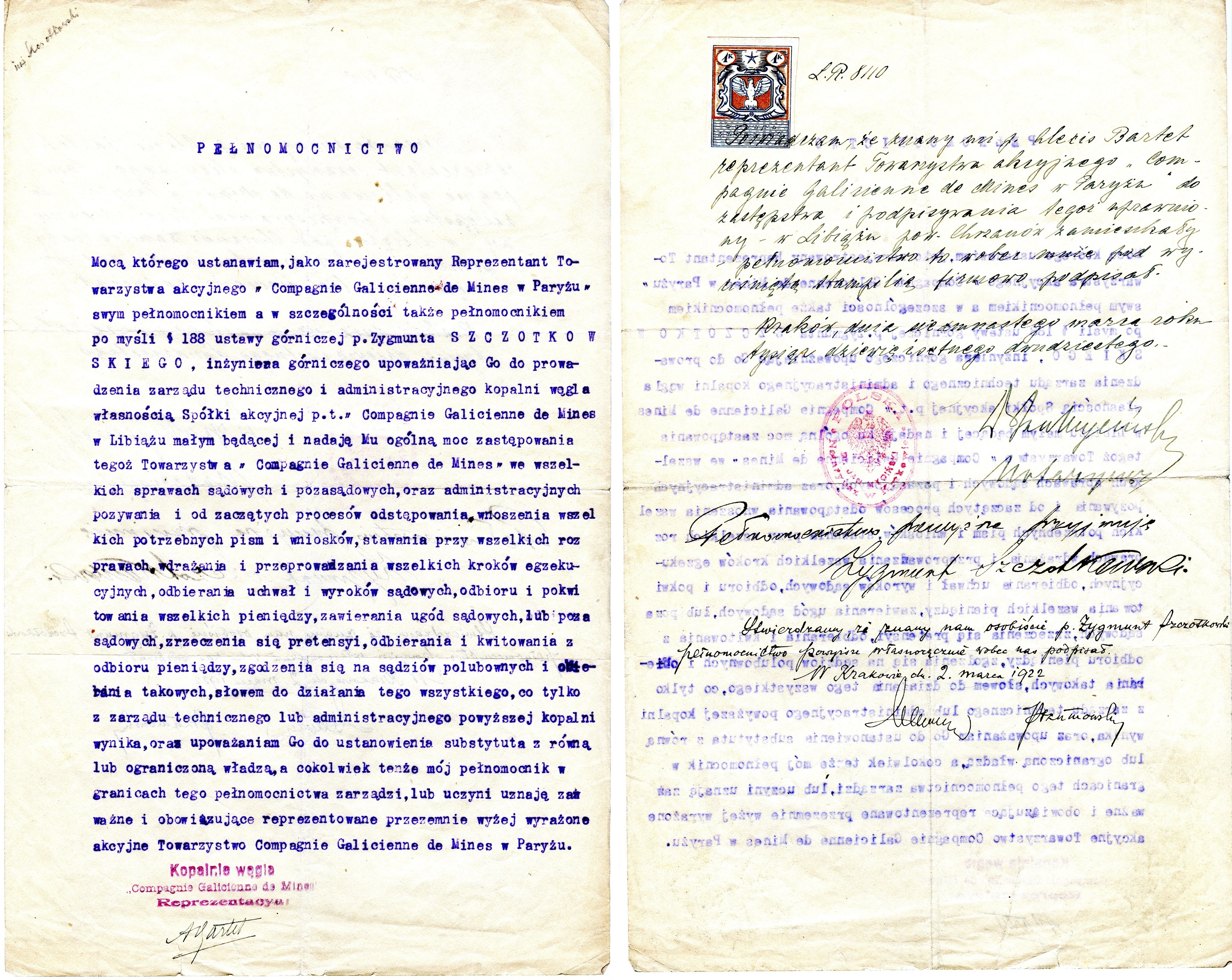
Pełnomocnictwo notarialne z roku 1922

## Upoważnienie a pełnomocnictwo
Upoważnienie i pełnomocnictwo to terminy, które często bywają traktowane jako synonimy. W Kodeksie cywilnym nie znajdziemy jednak pierwszego z nich - mowa jest w nim jedynie o pełnomocnictwie. Z perspektywy prawnej rozróżnienie na upoważnienie i pełnomocnictwo nie ma praktycznego znaczenia. Obie czynności polegają bowiem na przekazaniu pełnomocnikowi prawa do podejmowania działań w imieniu mocodawcy.
Zwyczajowo przyjęło się, że upoważnienie pozwala na wykonanie jednej, określonej czynności w imieniu mocodawcy, np. złożenia lub odebrania dokumentów z urzędu czy też paczki z poczty.
Można zatem powiedzieć, że to, co zwyczajowo nazywamy upoważnieniem, jest najbliższe definicji pełnomocnictwa szczególnego. Najczęściej jest ono bowiem udzielane jednorazowo i na krótki czas oraz pozwala na wykonanie jednej, ściśle określonej czynności.

## Udzielenie pełnomocnictwa
Udzielenie pełnomocnictwa wymaga złożenia oświadczenia woli, którego treścią jest upoważnienie określonej osoby do dokonania w imieniu i ze skutkiem prawnym dla mocodawcy czynności prawnej indywidualnie oznaczonej albo czynności określonych rodzajowo. Pełnomocnik musi mieć zdolność do czynności prawnych, ale wystarczy, jeśli będzie to ograniczona zdolność do czynności prawnych. Oświadczenie woli mocodawcy co do ustanowienia pełnomocnika wymaga złożenia go (zakomunikowania) pełnomocnikowi – nie wystarcza ogłoszenie tego publicznie, lub zakomunikowanie osobie trzeciej.
Pełnomocnictwo może być udzielone w dowolnej formie (także ustnie i per facta concludentia) z wyjątkiem sytuacji:
- jeżeli pełnomocnictwo zawiera umocowanie do dokonania czynności prawnej, dla której pod sankcją nieważności przewidziana została forma szczególna – w takim wypadku pełnomocnictwo winno być udzielone w takiej samej formie
- jeśli dla określonych rodzajów pełnomocnictw szczególny przepis wymaga określonej formy (np. pełnomocnictwo do złożenia oświadczenia o przyjęciu lub odrzuceniu spadku wymaga formy pisemnej z podpisem urzędowo poświadczonym).

Ustanowienie dalszych pełnomocników (substytutów) jest dopuszczalne, ale tylko wtedy, gdy umocowanie takie wynika z następujących okoliczności:
- z treści oświadczenia (nie ma generalnego domniemania kompetencji do ustalania dalszych pełnomocników)
- z ustawy (np. pełnomocnictwo procesowe).

Pełnomocnicy ci zawsze działają bezpośrednio w imieniu mocodawcy. Dotyczy to także dalszych ustanowionych przez nich pełnomocników.
Istnieje kontrowersyjny pogląd wyrażony przez Sąd Najwyższy, że udzielenie pełnomocnictwa może nastąpić, w konkretnych okolicznościach faktycznych, także w sposób dorozumiany. Pełnomocnictwo legitymuje pełnomocnika do dokonywania czynności prawnych w imieniu mocodawcy, zatem jego zakres powinien być wyraźnie i precyzyjnie określony.

## Treść pełnomocnictwa i jego typy
Mocodawca może udzielić pełnomocnictwa do dokonania tylko takich czynności prawnych, jakich sam mógłby dokonać w imieniu własnym, a które zarazem nie mają charakteru ściśle osobistego. Poza tym ustawa nie dozwala na udzielenie pełnomocnictwa do wszelkich czynności prawnych.
Dopuszczalne są tylko następujące typy pełnomocnictw:
- pełnomocnictwo ogólne – które obejmuje jedynie umocowanie do czynności zwykłego zarządu (np. do pobierania czynszu). Wymaga zachowania formy pisemnej pod rygorem nieważności
- pełnomocnictwo rodzajowe (gatunkowe) – wskazuje określoną kategorię czynności prawnych do których umocowany jest pełnomocnik (np. do sprzedawania nieruchomości, zawierania umowy o pracę); pełnomocnictwo rodzajowe nie jest dopuszczalne w zakresie tych czynności prawnych, co do których wymagane jest pełnomocnictwo szczególne
- pełnomocnictwo szczególne – dotyczy indywidualnie określonej czynności prawnej (np. sprzedaży oznaczonej nieruchomości); ten typ pełnomocnictwa jest dopuszczalny do wszystkich typów czynności prawnych, niemających ściśle osobistego charakteru.

O istnieniu i treści pełnomocnictwa decyduje wyłącznie mocodawca. Osoba trzecia, która dokonuje z pełnomocnikiem czynności prawnej może polegać jedynie na tym oświadczeniu. Oświadczenie mocodawcy podlega interpretacji z pozycji osoby trzeciej – ma więc taką treść, jaką powinien jemu przypisać potencjalny uczestnik czynności prawnej, dysponujący konkretną wiedzą o oświadczeniu mocodawcy i jego kontekście (takiej wykładni wymaga zasada ochrony zaufania).
Osobę czynną w lokalu przedsiębiorstwa przeznaczonego do obsługiwania publiczności poczytuje się w razie wątpliwości za umocowaną do dokonywania czynności prawnych, które zazwyczaj bywają dokonywane z usług przedsiębiorstwa. Klient chroniony jest tu w tym sensie, że skutki prawne zawartej przez niego umowy przypisane są przedsiębiorcy bezwzględnie.
Czynność „z samym sobą” – czynność pełnomocnika dokonana „z samym sobą” – bez zgody mocodawcy – jest dotknięta bezskutecznością zawieszoną. Może być potwierdzona i wtedy zyskuje pełną skuteczność. O czynności „z samym sobą” mówi się na określenie następujących sytuacji:
- gdy A występuje we własnym imieniu, a równocześnie jako reprezentant osoby B, która jest drugą stroną czynności prawnej (umowy)
- gdy A sam nie jest stroną czynności prawnej (umowy), lecz równocześnie reprezentuje obie jej strony (B i C).

Art. 108 KC generalnie w ww. sytuacjach wyłącza dopuszczalność występowania tej samej osoby w roli pełnomocnika. Od tej reguły przewidziane są jednak dwa wyjątki:
- gdy ze względu na treść czynności prawnej wyłączona jest możliwość naruszenia interesów mocodawcy (np. A we własnym imieniu darowuje samochód B, jednocześnie w imieniu B, jako jego pełnomocnik – darowiznę tę przyjmuje)
- gdy mocodawca na to zezwoli.

## Odwołanie i wygaśnięcie pełnomocnictwa
Pełnomocnictwo do działania w imieniu mocodawcy gaśnie z różnych przyczyn:
- na skutek okoliczności zawartych w treści samego pełnomocnictwa (termin, wykonanie pewnej czynności, ustanie stosunku podstawowego)
- z powodu odwołania pełnomocnictwa – odwołanie jest możliwe w każdym czasie i bez konieczności jakiegokolwiek uzasadnienia; odwołanie jest jednostronnym i nieformalnym oświadczeniem woli, wymaga zakomunikowania pełnomocnikowi; mocodawca może zrzec się uprawnienia do odwołania pełnomocnictwa tylko z przyczyn uzasadnionych treścią stosunku prawnego, będącego podstawą pełnomocnictwa
- śmierć pełnomocnika lub mocodawcy; mocodawca może jednak w treści pełnomocnictwa zastrzec, że umocowanie nie wygaśnie – zastrzeżenie takie jest skuteczne tylko wtedy, gdy wprowadzono je z przyczyn uzasadnionych treścią stosunku prawnego, będącego podstawą pełnomocnictwa (w takim przypadku w miejsce zmarłego pełnomocnika lub mocodawcy wchodzą jego spadkobiercy)
- likwidacja osoby prawnej albo jednostki organizacyjnej posiadającej zdolność prawną – wywołuje skutki analogiczne do śmierci osoby fizycznej[3]
- zrzeczenie się pełnomocnictwa przez pełnomocnika – nikt nie powinien być mocą cudzej decyzji uwikłany w stosunek prawny wbrew własnej woli nawet wtedy, gdy nie wynikają z tego żadne dla niego obowiązki
- utrata przez pełnomocnika zdolności do czynności prawnych (jest to sporne); jednak samo tylko ograniczenie zdolności do czynności prawnych nie powoduje wygaśnięcia pełnomocnictwa.

W razie wygaśnięcia pełnomocnictwa z jakiejkolwiek przyczyny pełnomocnik jest obowiązany zwrócić dokument pełnomocnictwa. Może jedynie żądać poświadczonego odpisu z tym jednak zastrzeżeniem, że wygaśnięcie umocowania powinno być na tym odpisie zaznaczone.

## Administracyjne pełnomocnictwo procesowe
Od pełnomocnictwa w znaczeniu cywilnoprawnym należy odróżnić pełnomocnictwo procesowe administracyjne mające swoje umocowanie w art. 268a kodeksu postępowania administracyjnego. Przepis ten stanowi, że organ administracji publicznej może na piśmie upoważniać pracowników kierowanej jednostki organizacyjnej do załatwiania spraw w jego imieniu w ustalonym zakresie, a w szczególności do wydawania decyzji administracyjnych, postanowień i zaświadczeń. Pełnomocnictwo to bowiem nie mieści się w cywilistycznym pojęciu pełnomocnictwa jako umocowania do dokonywania czynności prawnych w imieniu reprezentowanego bowiem jego istotą jest delegacja uprawnień wynikających z przepisów materialnego prawa administracyjnego, a nie dokonywanie czynności prawnych w imieniu reprezentowanego.

## Pełnomocnik w postępowaniu administracyjnym
W postępowaniu administracyjnym pełnomocnikiem może być osoba posiadającą zdolność do czynności prawnych; przyjmuje się, że może to być osoba nieposiadająca pełnej zdolności do czynności prawnych.
Pełnomocnictwo powinno być udzielone na piśmie lub zgłoszone do protokołu, a pełnomocnik dołącza do akt oryginał lub urzędowo poświadczony odpis pełnomocnictwa. Jeżeli pełnomocnikiem jest adwokat, radca prawny lub rzecznik patentowy może sam uwierzytelnić odpis udzielonego mu pełnomocnictwa. Organ administracji publicznej z urzędu bada prawidłowość pełnomocnictwa.
W przypadku niedołączenia pełnomocnictwa przy wniesieniu podania o wszczęcie postępowania administracyjnego, organ administracji publicznej jest zobowiązany do wezwania wnoszącego podanie do złożenia pełnomocnictwa w terminie siedmiu dni; niedopełnienie tej czynności powoduje pozostawienie podania bez rozpoznania. Tak samo organ powinien postąpić przy dokonaniu pierwszej czynności przez pełnomocnika, jeżeli przy dokonywaniu tej czynności nie dołączy lub nie przedstawi pełnomocnictwa.

## Pełnomocnik w postępowaniu administracyjnosądowym
Zgodnie z Prawem o postępowaniu przed sądami administracyjnymi w postępowaniu administracyjnosądowym pełnomocnikiem strony może być:
- adwokat
- radca prawny
- inny skarżący lub uczestnik postępowania
- małżonek strony
- rodzeństwo strony
- wstępni strony (np. rodzice, dziadkowie)
- zstępni strony (np. dzieci, wnuki)
- osoby pozostające ze stroną w stosunku przysposobienia
- inne osoby, jeżeli przewidują to przepisy szczególne

Pełnomocnikiem osoby prawnej lub przedsiębiorcy, w tym nieposiadającego osobowości prawnej, może być również pracownik tej jednostki albo jej organu nadrzędnego.
Osoba prawna lub zarząd spółki partnerskiej świadczący pomoc prawną przedsiębiorcy, osobie prawnej lub innej jednostce organizacyjnej, mogą udzielić pełnomocnictwa procesowego – w imieniu podmiotu, któremu świadczą pomoc prawą – adwokatowi lub radcy prawnemu, jeżeli zostały do tego upoważnione przez ten podmiot.
Pełnomocnikami mogą być też inne osoby, jeżeli przewidują to przepisy szczególne. Są to na przykład:
- doradca podatkowy w sprawach dotyczących obowiązków podatkowych
- rzecznik patentowy w sprawach własności przemysłowej[7].

## Pełnomocnik do rachunku bankowego
Pełnomocnikiem do konta w banku może zostać dowolna osoba, niespokrewniona z właścicielem rachunku. Bank wymaga jednak, aby pełnomocnik:
- był rezydentem, czyli posiadał adres zamieszkania na terenie Rzeczypospolitej Polskiej;
- posiadał pełną lub ograniczoną zdolność do czynności prawnych.

Pełnomocnika do rachunku prowadzonego dla osoby fizycznej może ustanowić właściciel ROR-u, a w przypadku rachunków wspólnych jeden ze współposiadaczy (za zgodą drugiego). Natomiast do rachunku firmowego dyspozycję może złożyć właściciel firmy lub jej reprezentant.
Na podstawie udzielonego pełnomocnictwa pełnomocnik zyskuje dostęp do konta, nie jest jednak właścicielem znajdujących się na nim środków. To, jakie operacje bankowe może przeprowadzać, zależy od zakresu upoważnienia oraz regulaminu danej instytucji.
Pełnomocnictwo może być udzielone do następujących rodzajów rachunków: kont rozliczeniowo-oszczędnościowych, kont oszczędnościowych oraz lokat terminowych.
Zasady udzielania pełnomocnictw do rachunków bankowych określa kodeks cywilny.